# St. Francisville (Luisiana)
St. Francisville é uma cidade  localizada no estado americano de Luisiana, na Paróquia de West Feliciana.

## Demografia
Segundo o censo americano de 2000, a sua população era de 1712 habitantes.

## Geografia
De acordo com o United States Census Bureau tem uma área de
4,7 km², dos quais 4,7 km² cobertos por terra e 0,0 km² cobertos por água.

## Localidades na vizinhança
O diagrama seguinte representa as localidades num raio de 32 km ao redor de St. Francisville.